# Ветлужский (Нижегородская область)
Ветлу́жский — рабочий посёлок в Краснобаковском районе Нижегородской области России, центр одноимённого городского поселения.
Население 4639 чел. (2021).
Статус рабочего посёлка с 1939 года.

## История
С развитием промышленного производства и всё большей востребованностью продукции, поставляемой российскими окраинами, началось строительство железной дороги Нижний Новгород — Котельнич, и в 1912 г. на левом берегу Ветлуги были заложены первые фундаменты домов для железнодорожников. Так возникла станция Ветлужская, превратившаяся впоследствии в большой посёлок. В 20-30 годы прошлого столетия здесь был построен лесохимический завод, а ниже по реке — деревообрабатывающий комбинат.

## География
Расположен на правом берегу Ветлуги, в месте впадения реки Беленькой, в 4 км к северу от окружного центра рабочего посёлка Красные Баки, в 56 км к северо-востоку от города Семёнова и в 120 км от центра области города Нижнего Новгорода.

## Экономика
Лесохимический комбинат «Метоксил», хлебозавод.

## Транспорт
В посёлке находится железнодорожная станция Ветлужская на участке Нижний Новгород — Киров Транссиба.
Через посёлок проходит региональная автодорога Варнавино — Красные Баки — Чащиха. В 8 км к югу от посёлка находится автодорожный мост через Ветлугу на  региональной автодороге Нижний Новгород — Урень.
В посёлке имеется пристань на реке Ветлуге.

## Население
| 1959  | 1970  | 1979  | 1989  | 2002  | 2008  | 2009  | 2010  | 2011  |
| ----- | ----- | ----- | ----- | ----- | ----- | ----- | ----- | ----- |
| 7838  | ↘7150 | ↘6624 | ↘6309 | ↘5674 | ↘5286 | ↘5261 | ↘5250 | ↘5222 |
| 2012  | 2013  | 2014  | 2015  | 2016  | 2017  | 2018  | 2019  | 2020  |
| ↗5283 | ↗5353 | ↗5424 | ↘5386 | ↗5433 | ↘5358 | ↘5340 | ↘5312 | ↘5303 |
| 2021  |       |       |       |       |       |       |       |       |
| ↘4639 |       |       |       |       |       |       |       |       |

Гендерный состав
Согласно переписи 2010 года 2334 мужчины и 2916 женщин из 5250 человек.

## Михайло-Архангельская церковь
В 2007 году в посёлке был заложен фундамент храма на 150 человек в честь Архистратига Божиего Михаила. 21 ноября 2010 года колокола были освящены и установлены на колокольню строящегося храма.